# Bactrocera laticaudus
Bactrocera laticaudus är en tvåvingeart som först beskrevs av Hardy 1950.  Bactrocera laticaudus ingår i släktet Bactrocera och familjen borrflugor. Inga underarter finns listade.